# Heflin (Luisiana)
Heflin es una villa ubicada en la parroquia de Webster en el estado estadounidense de Luisiana. En el Censo de 2010 tenía una población de 244 habitantes y una densidad poblacional de 48,79 personas por km².

## Geografía
Heflin se encuentra ubicada en las coordenadas 32°27′33″N 93°16′23″O / 32.45917, -93.27306. Según la Oficina del Censo de los Estados Unidos, Heflin tiene una superficie total de 5 km², de la cual 4.95 km² corresponden a tierra firme y (0.93%) 0.05 km² es agua.

## Demografía
Según el censo de 2010, había 244 personas residiendo en Heflin. La densidad de población era de 48,79 hab./km². De los 244 habitantes, Heflin estaba compuesto por el 86.07% blancos, el 11.89% eran afroamericanos, el 0% eran amerindios, el 0% eran asiáticos, el 0% eran isleños del Pacífico, el 0% eran de otras razas y el 2.05% pertenecían a dos o más razas. Del total de la población el 2.05% eran hispanos o latinos de cualquier raza.